# Дейша, Адриан Васильевич
Адриан Васильевич Дейша (3 февраля 1886 г., Санкт-Петербург — 9 ноября 1952 г., Сен-Жермен-ан-Ле) — русский, советский и французский специалист по гидравлике; профессор Московской Горной академии, после эмиграции профессор Сорбонны.

## Биография
Адриан Васильевич Дейша родился 3 февраля 1886 г. в Санкт-Петербурге. Окончил Московское техническое училище в 1911 г., после окончания стажировался в Политехническом институте в Карлсруэ (Германия).
До революции — профессор Ново-Александрийского сельскохозяйственного и лесного института, в 1919—20 годах был профессором Таврического университета по кафедре сельскохозяйственной гидротехники. После переезда в Москву работал в Московской горной академии, профессор по кафедре гидравлики. Кроме того, преподавал в Институте Народного Хозяйства им. К.Маркса, Институте путей сообщения и Электротехникуме. В Москве проживал по адресу Скатертный переулок, д. 11, кв. 18. В 1924 г. А. В. Дейшу от Института путей сообщения направили в командировку в Париж, куда он отправился со всем семейством. В Советскую Россию не вернулся.
В эмиграции во Франции с 1924. В 1924—1932 работал инженером, занимался изобретательской деятельностью. Участвовал в гидравлических изысканиях в Альпах. Профессор Русского высшего технического института в Париже, где с 1933 читал курс гидравлики. Профессор Русского физико-математического факультета при Сорбонне, где в 1934—1939 вел семинар по гидравлике, читал специальные курсы лекций (графическая гидравлика, геометрия лопатки, гидравлика подземных вод). Член правления Союза русских дипломированных инженеров (с 1933 г.), выступал на собраниях с докладами. Участвовал в Сорбонне в чествовании В. К. Агафонова по случаю его 75-летия (1939 г.). В 1941 г. во время оккупации Парижа был заключен в лагерь, в том же 1941 году освобожден.
Автор более 30 научных работ, посвященных проблемам чистой механики, гидрометрии и гидрологии. В 1951 выпустил в Париже книгу «Критика неэвклидовой геометрии».
Скончался 9 ноября 1952 г. в г. Сен-Жермен-ан-Ле, под Парижем, похоронен на местном Старом кладбище.

## Избранные труды[6]
- Теория и практика фото-гидрометрического шнура. Б.м., 1912;
- Краткая теория двойных поплавков и вытекающий из неё способ их употребления. Б.м., 1912;
- Можно ли получить гидрометрической трубкой Frank’a среднюю скорость воды на вертикали сечения потока? Б.м., 1912;
- Гидравлика для начинающих. М.: Гос. изд., 1924;
- Курс гидравлики. Париж, 1937;
- Критика неэвклидовой геометрии и доказательство пятого постулата. Париж, 1951.
- Промышленность  и православие[7]

## Семья
Родители:  Василий  Иустинович Дейша,  инженер   ; Мария Адрияновна Дейша  (ур. Сионицкая  1859-1932)  профессор консерватории   
Жена: Елена Альбертовна Дейша (ур. Репман; 1885—1977), писатель (псевдоним Георгий Песков).
Сын: Георгий Адрианович Дейша (1917—2011), геолог и минералог.